# Łukasz Pławecki
Łukasz „Boom Boom" Pławecki (ur. 25 stycznia 1987 w Nowym Sączu) – polski kick-bokser formuły K-1, bokser oraz zawodnik muay thai. Prezes klubu sportowego Halny Nowy Sącz, przedsiębiorca, założyciel fundacji Halny Niesie Zdrowie, gabinetu fizjoterapii oraz sklepu sportowego, trener sportów walki.
Jest posiadaczem 7 pasów zawodowego Mistrza Świata. Ponadto jest 8-krotnym mistrzem Polski, zdobywcą Pucharu Świata, posiada w sumie 15 mistrzowskich pasów i tytułów różnych organizacji na świecie i w Polsce. W latach 2005–2014 reprezentował Polskę jako członek kadry narodowej. W 2013 roku, za osiągnięcia zawodowe i trenerskie, został odznaczony przez Ministra Sportu. 16 kwietnia 2015 roku Pławecki odebrał z rąk Marszałka Województwa Małopolskiego nagrodę „Małopolski Laur Sportu”. 
Stoczył 133 walki amatorskie i 49 zawodowych, razem 182 pojedynki. Jest aktualnie jedynym Polakiem posiadającym tytuł Zawodowego Mistrza Świata ISKA.

## Kariera amatorska
W 2003 roku rozpoczął treningi kickboxingu w klubie Kickboxer Nowy Sącz pod okiem trenera Andrzeja Śliwy. Pierwszą walkę stoczył w 2004 roku na Mistrzostwach Polski Juniorów podczas których został Wicemistrzem. W 2005 roku został Mistrzem Polski oraz Międzynarodowym Mistrzem Łotwy. W 2006 roku zdobył Mistrzostwo Polski oraz 3 miejsce na Pucharze Świata. W 2007 roku został Wicemistrzem Polski seniorów. 2009 roku zdobył 2 miejsce na Pucharze Świata i wygrał Puchar Polski. 2011 roku Międzynarodowe Mistrzostwo Polski. W 2012 roku zdobył Mistrzostwo Polski. 2013 roku Mistrzostwo Polski, Międzynarodowe Mistrzostwo Polski oraz wygrał Puchar Świata. W 2014 roku Mistrzostwo Polski i zakończenie kariery amatorskiej. Stoczył w sumie 133 amatorskie walki.

## Kariera zawodowa
Debiut zawodowy w kickboxingu 30 września 2006 roku w Toruniu. Jest siedmiokrotnym zawodowym Mistrzem Świata w kickboxingu federacji ISKA, WKN, IPCC, WKA, WFMC. W 2016 roku finalista turnieju Kunlun Fight w Cumming (Chiny). W tym samym roku zdobył pierwszy tytuł Mistrza Świata podczas gali MFC w Nowej Soli wygrywając na punkty z Belgiem Lefterio Perego. W 2017 roku sięgnął po 3 pasy zawodowego mistrza: IPCC podczas gali HFO w Nowym Sączu pokonując przez nokaut Yankuba Yuwara zawodnika z Gambii, pas organizacji Celtic Gladiator oraz pas MFC. W 2018 roku zdobył 5 mistrzowskich pasów i tytułów: 25 maja pas federacji FEN w kategorii półśredniej, 15 września pasy WKA, ISKA I MFC, 27 października obronił pas Mistrza Świata federacji IPCC, wygrywając przez nokaut w 3 starciu z Waldemar Wiebe zawodnikiem z Niemiec. Pas mistrza świata ISKA zdobył pokonując Brazylijczyka Rodrigo Mineiro na gali HFO Nowe Rozdanie w Nowym Sączu 18 maja 2019 roku. Pas Mistrza Świata WFMC zdobył 20 września 2019 roku pokonując przez nokaut w pierwszej rundzie Gianluca Costa Cesari (Włochy) na gali HFO Spartan Night w Jaśle. W 2020 roku podczas gali HFO Solpark w Kleszczowie wygrywając z Cypryjczykiem Michalis Manoli obronił tytuł Mistrza Świata ISKA, to była ostatnia walka w K-1. Jest aktualnie jedynym Polakiem posiadającym tytuł Zawodowego Mistrza Świata ISKA. W 2021 roku ogłosił zakończenie kariery kickboxerskiej i przejście na boks zawodowy.

## Osiągnięcia
Profesjonalne
- 2019: mistrz świata WFMC w kategorii półśredniej -77 kg
- 2019: mistrz świata ISKA w wadze -77 kg
- 2018: mistrz świata IPCC w wadze -77 kg w formule K-1
- 2018: mistrz WKA w wadze półśredniej -77kg[3]
- 2018: mistrz ISKA w wadze półśredniej -77kg[4]
- 2018: mistrz MFC w wadze półśredniej -77kg
- 2018-2019: mistrz FEN w wadze półśredniej -77kg
- 2017: mistrz MFC w wadze lekkiej – 70 kg
- 2017: mistrz Celtic Gladiator w wadze lekkiej -70 kg
- 2017: mistrz świata IPCC w wadze -72,5 kg w formule K-1
- 2016: mistrz świata WKN w wadze superpółśredniej (-72,6 kg)
- 2016: finalista Kunlun Fight World Max Group O Tournament

## Lista walk w kick-boxingu
| Wynik     | Bilans  | Przeciwnik                | Rozstrzygnięcie          | Runda | Czas | Rozgrywki                                   | Data       | Miejsce          | Uwagi                                                                 |
| --------- | ------- | ------------------------- | ------------------------ | ----- | ---- | ------------------------------------------- | ---------- | ---------------- | --------------------------------------------------------------------- |
| Wygrana   | 26-15-1 | Michalis Manoli           | Decyzja (jednogłośna)    | 5     | 3:00 | HFO: Solpark                                | 05.09.2020 | Kleszczów        | Obronił tytuł Mistrza Świata WFMC w kategorii półśredniej, Main Event |
| Wygrana   | 25-15-1 | Gianluca Costa Cesari     | TKO                      | 1     | N/D  | HFO: Spartan Night                          | 20.09.2019 | Jasło            | zdobył tytuł Mistrza Świata WFMC w kategorii półśredniej              |
| Wygrana   | 24-15-1 | Rodrigo Mineiro           | Decyzja (jednogłośna)    | 5     | 3:00 | HFO: Nowe Rozdanie                          | 18.05.2019 | Nowy Sącz        | Obronił pas mistrza ISKA w kategorii półśredniej                      |
| Przegrana | 23-15-1 | Dominik Zadora            | TKO                      | 3     |      | FEN 23: Rebecki vs. Imavov                  | 12.01.2019 | Lubin            | stracił pas mistrza FEN w kategorii półśredniej, walka wieczoru       |
| Wygrana   | 23-14-1 | Waldemar Wiebe Nuriddinow | KO                       | 3     |      | HFO 5                                       | 27.10.2018 | Nowy Sącz        | Zdobył pas mistrza świata IPCC w kat. -77 kg                          |
| Wygrana   | 22-14-1 | Anghel Cardos             | Decyzja (jednogłośna)    | 5     | 3:00 | MFC 14                                      | 22.09.2018 | Zielona Góra     | Zdobył pasy mistrza MFC, ISKA i WKA w kategorii półśredniej           |
| Wygrana   | 21-14-1 | Wojciech Wierzbicki       | Decyzja (niejednogłośna) | 5     | 3:00 | FEN 21: Grzebyk vs. Vieira                  | 25.05.2018 | Wrocław          | Zdobył o pas mistrza FEN w kategorii półśredniej                      |
| Wygrana   | 20-14-1 | Denis Teleshman           | KO                       | 1     | 0:43 | MFC 13                                      | 16.12.2017 | Nowa Sól         | Zdobył pas MFC w wadze lekkiej                                        |
| Wygrana   | 19-14-1 | Tomas Drabik              | Decyzja                  | 5     | 3:00 | Celtic Gladiator 15                         | 04.11.2017 | Nowy Sącz        | Zdobył pas Celtic Gladiator w wadze lekkiej                           |
| Wygrana   | 18-14-1 | Yankuba Juwara            | TKO                      | 3     | 2:47 | HFO 4                                       | 23.09.2017 | Nowy Sącz        | Zdobył pas mistrza świata IPCC w kat. -72,5                           |
| Przegrana | 17-14-1 | Feng Xingli               | Decyzja                  |       |      | Kunlun Fight 64                             | 15.07.2017 | Chongqing        | 1/32 turnieju Kunlun Fight 2017                                       |
| Przegrana | 17-13-1 | Niclas Larsen             | Decyzja                  | 3     | 3:00 | GLORY 38                                    | 24.02.2017 | Chicago          |                                                                       |
| Wygrana   | 17-12-1 | Lello Perego              | Decyzja                  | 5     | 3:00 | MFC 11                                      | 04.12.2016 | Nowa Sól         | zdobył pas mistrza świata WKN                                         |
| Wygrana   | 16-12-1 | Wiaczesław Tewins         | Decyzja                  | 3     | 3:00 | KOK World GP                                | 05.11.2016 | Ryga             |                                                                       |
| Przegrana | 15-12-1 | Tian Xin                  | Decyzja                  | 5     | 3:00 | Kunlun Fight 46                             | 26.06.2016 | Kunming          | 1/16 turnieju Kunlun Fight 2016                                       |
| Wygrana   | 15-11-1 | Tomoyuki Nishikawa        | Decyzja                  | 4     | 3:00 | Kunlun Fight 46                             | 26.06.2016 | Kunming          | 1/32 turnieju Kunlun Fight 2016                                       |
| Wygrana   | 14-11-1 | Łukasz Kaczmarczyk        | Decyzja                  | 3     | 3:00 | HFO 2: Kunlun Eliminations                  | 01.05.2016 | Krynica Zdrój    |                                                                       |
| Wygrana   | 13-11-1 | Krystof Mares             | Decyzja                  | 3     | 3:00 | HFO 2: Kunlun Eliminations                  | 01.05.2016 | Krynica Zdrój    |                                                                       |
| Remis     | 12-11-1 | Alexandru Prepelita       | Decyzja                  | 4     | 3:00 | King of Kings: World Series 2016 in Moldova | 09.04.2016 | Kiszyniów        |                                                                       |
| Przegrana | 12-11   | Filip Solheid             | Decyzja                  | 5     | 3:00 | Thai Boxe Mania 2016                        | 01.30.2016 | Turyn            |                                                                       |
| Przegrana | 12-10   | Wład Tuinow               | Decyzja                  | 3     | 3:00 | W5 Grand Prix Vienna                        | 05.12.2015 | Wiedeń           |                                                                       |
| Przegrana | 12-9    | Pavol Garaj               | Decyzja                  | 3     | 3:00 | Knockout Fight Night                        | 29.08.2015 | Kieżmark         |                                                                       |
| Przegrana | 12-8    | Superbon Banchamek        | Decyzja                  | 3     | 3:00 | Kunlun 25                                   | 15.05.2015 | Bańska Bystrzyca |                                                                       |
| Wygrana   | 12-7    | Kamil Stolarczyk          | Decyzja                  | 3     | 3:00 | Battle Of Warriors Extra 2                  | 21.02.2015 | Budzów           |                                                                       |
| Wygrana   | 11-7    | Hicham Boubkari           | KO (kolano)              | 1     | N/D  | Pride Of The Royal City                     | 25.10.2014 | Kraków           |                                                                       |
| Wygrana   | 10-7    | Miroslav Kormanos         | KO                       | 1     | N/D  | Battle Of Warriors Extra                    | 05.04.2014 | Budzów           |                                                                       |
| Wygrana   | 9-7     | David Cerven              | Decyzja                  | 3     | 3:00 | Battle Of Warriors                          | 10.10.2013 | Kraków           |                                                                       |
| Wygrana   | 8-7     | Damian Tyszkiewicz        | TKO                      | 3     | N/D  | NGDM                                        | 16.04.2013 | Nowy Targ        |                                                                       |
| Przegrana | 7-7     | Dima Weimer               |                          |       |      | K-1 Box Nacht                               | 06.10.2012 | Chociebuż        |                                                                       |
| Przegrana | 7-6     | Tepthanee Winai           |                          |       |      | Ibiza Muay Thai Spain                       | 25.07.2012 | Ibiza            |                                                                       |
| Wygrana   | 7-5     | Luca Fonda                | Decyzja                  | 3     | 3:00 | Ibiza Muay Thai Spain                       | 25.07.2012 | Ibiza            |                                                                       |
| Przegrana | 6-5     | Jean Philippe Garcia      |                          |       |      | Carcharias Boxing 2012                      | 22.06.2012 | Perpignan        |                                                                       |
| Wygrana   | 6-4     | Daniel Jędrzejewski       | Decyzja                  | 3     | 3:00 | Angels Of Fire                              | 24.04.2010 | Płock            |                                                                       |
| Wygrana   | 5-4     | Łukasz Pietrzak           | KO                       |       |      | Wind Of Damage                              | 06.03.2010 | Nowy Sącz        |                                                                       |
| Wygrana   | 4-4     | Gleb Wehrberger           | Decyzja                  | 3     | 3:00 | Champclass Fight Night                      | 12.12.2009 | Nowa Sól         |                                                                       |
| Przegrana | 3-4     | Petr Issoz                |                          |       |      | Angels Of Fire                              | 19.11.2009 | Płock            |                                                                       |
| Wygrana   | 3-3     | Cihan Köylü               | KO                       |       |      | Gorlice Fight Night                         | 07.02.2009 | Gorlice          |                                                                       |
| Przegrana | 2-3     | Jesse Palanto             |                          |       |      | Fight Festival                              | 23.03.2008 | Helsinki         |                                                                       |
| Wygrana   | 2-2     | Dainis Sidorow            | Decyzja                  | 3     | 3:00 | Wielka Gala Kickboxingu                     | 27.01.2008 | Siedlce          |                                                                       |
| Przegrana | 1-2     | Michał Tomczykowski       |                          |       |      | Gala Boksu Zawodowego                       | 30.08.2007 | Ostróda          |                                                                       |
| Wygrana   | 1-1     | Erkmen Ozkan              | Decyzja                  | 3     | 3:00 | PZKB Event                                  | 07.07.2007 | Krynica Zdrój    |                                                                       |
| Przegrana | 0-1     | Emil Martirosjan          |                          |       |      | PZKB Event                                  | 30.09.2006 | Toruń            |                                                                       |

## Lista walk w zawodowym boksie[5]
| Wynik     | Rekord | Przeciwnik                    | Rozstrzygnięcie       | Runda      | Data       | Miejsce                                            | Uwagi                                    |
| --------- | ------ | ----------------------------- | --------------------- | ---------- | ---------- | -------------------------------------------------- | ---------------------------------------- |
| Wygrana   | 8-2-2  | Oliver Zajac (1-3)            | KO                    | 2/6 (2:10) | 05.10.2024 | Hala MOSiR ul. Solskiego 1, Mielec                 | Main Event                               |
| Przegrana | 7-2-2  | Ihosvany Rafael Garcia (12-0) | KO                    | 2/8 (0:40) | 24.05.2024 | Hala Podpromie, Rzeszów                            |                                          |
| Wygrana   | 7-1-2  | Ladislav Nemeth (13-58-9)     | UD                    | 6/6        | 10.02.2024 | Hala MOSIR ul. Sportowa 26, Dębica                 | Main Event                               |
| Przegrana | 6-1-2  | Jan Czerklewicz (10-1)        | UD                    | 10/10      | 15.07.2023 | Amfiteatr nad jeziorem Czos w Mrągowie, Mrągowo    | Main Event                               |
| Wygrana   | 6-0-2  | Emmanuel Feuzeu (10-12-2)     | TKO                   | 4/8 2:59   | 28.01.2023 | Hala Sportowa ul. Nadbrzezna, Nowy Sącz            | Co-Main Event                            |
| Wygrana   | 5-0-2  | Mateusz Lis (3-1)             | TKO                   | 7/8 2:48   | 30.09.2022 | Hala Sportowa BKS Stal, Bielsko-Biała              | Co-Main Event                            |
| Remis     | 4-0-2  | Krzysztof Wojciechowski (4-0) | Remis (większościowy) | 8/8, 3:00  | 13.05.2022 | Hala Miejskiego Centrum Kultury i Sportu, Jaworzno | Co-Main Event                            |
| Wygrana   | 4-0-1  | Denys Checheta (10-15-2)      | KO                    | 1/6        | 17.12.2021 | Hala WOSiR, Wyszków                                |                                          |
| Remis     | 3-0-1  | Radoslav Estocin (8-3)        | Remis (większościowy) | 6/6, 3:00  | 6.11.2021  | Hala Sportowa, ul. Nadbrzezna, Nowy Sącz           | Co-Main Event                            |
| Wygrana   | 3-0    | Yurii Popovych (2-5)          | UD                    | 6/6        | 3.09.2021  | Lodowisko BOSiR, Białystok                         |                                          |
| Wygrana   | 2-0    | Vladyslav Tantsiura (2-8)     | UD                    | 4/4        | 9.07.2021  | Hala Widowiskowo-Sportowa, Turek                   |                                          |
| Wygrana   | 1-0    | Valentyn Zbrozhek (5-17-1)    | KO                    | 1/4        | 5.06.2021  | Bank Club, Warszawa                                | Debiut w boksie zawodowym. Co-Main Event |

## Działalność biznesowa
Od 2008 roku właściciel sądeckiego klubu sztuk walk HALNY (), którego zawodnicy sukcesywnie odnotowują kolejne osiągnięcia w międzynarodowych pojedynkach ()
W 2020 roku otworzył nowy kompleks sportowy z siłownią, fitnessem, cross treningiem oraz sportami walki. Wewnątrz budynku znajduje się również sklep sportowy i gabinet fizjoterapii. W 2021 roku założył fundację Halny Niesie Zdrowie, której celem pomaganie innym i poprawa jakości życia poprzez aktywność fizyczną.
W 2016 roku założył organizacje HFO Kickboxing, która promuje kicboxing. Od gali HFO 6 „Nowe Rozdanie” z 2019 roku gale pokazywane są na żywo w TVP Sport.